# Нильсен, Йохим
Йо́ахим Ни́льсен (норв. Joachim Nielsen; 8 сентября 1964 года — 17 октября 2000 года) — норвежский рок-музыкант, более известный под псевдонимом Jokke.
Сын художника Джона Давида Нильсена и младший брат мультипликатора Кристофера Нильсена («Освободите Джимми» и др.). В 1982 году основал группу Jokke & Valentinerne, ставшую одной из четырёх групп, вошедших в так называемую «большую четвёрку» норвежского рока конца 1980-х наряду с Raga Rockers, DumDum Boys и deLillos. Автор почти всех песен Jokke & Valentinerne. Тексты — главное достоинство группы, благодаря которому Нильсен считается в первую очередь поэтом, — при кажущейся простоте отличаются самоиронией, грустным юмором и глубиной. С середины 1990-х годов страдал серьёзной наркотической зависимостью. Умер в октябре 2000 года в возрасте 36 лет.

## Jokke & Valentinerne
Jokke & Valentinerne (Jokke and the Valentines) группа была образована в 1982 году в составе Нильсена на гитаре и вокале, его давней партнёрши Мэй-Ирэн Аасен на барабанах и Хокона Торгерсена на басу. Группа стала одной из самых популярных на андеграундной рок-сцене Осло. Их первый альбом Alt kan repareres (Everything can be repaired) вышел в 1986 году. Группа считается одной из" великой четверки " норвежских рок-групп 1980-х годов, наряду с deLillos, Dum Dum Boys и Raga Rockers. Группа черпала свое влияние главным образом из панка и американского южного рока.
Большая часть текстов группы была посвящена алкоголю, а Йоахим имел репутацию человека, который часто напивается на сцене. В 1992 году он устроил скандал, когда вышел в пьяном виде и/или под воздействием наркотиков, на вручение Spellemannprisen (норвежский вариант премии Грэмми).
Лирика Нильсена тесно связана с американским писателем Чарльзом Буковски, описывающим социальных неудачников и так называемых антигероев. Также чувствуется сильное сочувствие к людям, которые изуродованы жизнью и, кроме того, глубоко осознают свой социальный класс.
В 2005 году был выпущен двойной трибьют-альбом под названием Det beste til meg og mine venner (The best for me and my friends), в котором были представлены кавер-версии самых известных работ Йокке норвежских артистов. Позже в том же году (примерно на Рождество) был выпущен сингл с тремя ранее не издававшимися песнями под названием Tomgang.

## JEPS
JEPS-это сокращение от «Jokke’S Eget PlateSelskap» («собственная звукозаписывающая компания Йокке»). Йоахим Нильсен использовал эту аббревиатуру на некоторых своих компакт-дисках.

## Дискография

### Jokke & Valentinerne
- Alt kan repareres (1986)
- Et hundeliv (1987)
- III (1990)
- Frelst (1991)
- Alt kan repeteres (1994)
- Spenn! (greatest hits) (1995)
- Prisen for popen (greatest hits) (2002)

### Soloalbum
- Nykter (1996)

### Jokke med Tourettes
- Trygge Oslo (1997)
- Billig Lykke (1999)
- Tomgang (2005)